# Компас (ERP-система)
Компас — программный продукт компании "Компас", предназначенный для управления предприятием любого профиля.
По данным Cnews Analytics от 2005 года ERP-система «Компас» занимает по числу реализованных в России проектов 1-е место в машиностроении и 3-е место в промышленности в целом.
Система признана победителем конкурса «Бизнес софт» в номинациях «Учёт труда и заработной платы» и «Автоматизация бухгалтерии среднего предприятия»[значимость факта?].
В 2007 году проект по замене ERP-системы SAP R/3 на ERP-систему «Компас» на «Туламашзаводе» стал обладателем национальной премии в области ИТ CNews Awards в номинации «Эффективная промышленность».
Характерными чертами ERP-системы «Компас» являются масштабируемость, модульность, высокая гибкость. Последняя черта объясняется наличием трёхуровнего инструмента настройки «Мастера Компаса», который позволяет львиную долю адаптаций реализовать, не прибегая к программированию, исключительно визуальными средствами. Результат — кратчайшие сроки выполнения проектов по внедрению системы.
Существуют абсолютно равноценные версии системы для работы с Oracle Database и MS SQL Server.
Среди пользователей ERP-системы «Компас» банк «Credit Suisse», НИТИ им. А. П. Александрова, РСМ Топ-Аудит, ОАО «Гидросталь», Канонерский судоремонтный завод, 33-й судоремонтный завод МО РФ, Психоневрологический институт имени В.М. Бехтерева
, Северное Управление Строительства, Трест № 36, Центр технологии судостроения и судоремонта, ЦНИИ КМ «Прометей», ОАО Туламашзавод, ОАО «Кемеровохлеб» и многие другие.

## Состав системы
- Управление финансами
- Документооборот
- Система менеджмента качества (WorkFlow)[уточнить]
- Бюджетирование
- Управленческий учёт
- Управление закупками, запасами и продажами
- Основные фонды
- Учёт специальных активов
- Управление персоналом (HRM-система)
- Кадровый учёт
- Расчет заработной платы
- Управление производством (MRP-II)
- Управление затратами
- Автохозяйство
- Маркетинг и менеджмент (CRM-система). Эксплуатируется как в составе ERP-системы «Компас», так и в связке с программным обеспечением сторонних разработчиков. Существуют специализированные отраслевые решения «Компас: Маркетинг и менеджмент» для рекламных агентств и предприятий, занимающихся юридическим консалтингом.

### Управление персоналом
Существуют специализированные отраслевые решения «КОМПАС: Управление персоналом» для банковской деятельности, машиностроения, металлургии, легкой промышленности.
В соответствии с традиционным делением HRM-систем в «КОМПАС: Управление персоналом» входят 3 основных модуля:
- Расчет заработной платы;
- Кадровый учёт;
- Управление трудовыми ресурсами (в том числе: управление мотивацией, планирование карьеры, планирование переподготовки, планирование штатного расписания, автоматизированная оценка персонала, планирование аттестаций, автоматизация рекрутинга).

Для производственных предприятий, использующих сдельную оплату труда, не менее важен ещё один модуль, который называется Расчет нарядов.
Помимо этого, HRM-система «КОМПАС: Управление персоналом» включает 2 дополнительных модуля:
- Банковские карточки;
- Электронные индивидуальные сведения для ПФ и МНС.

Имеются абсолютно равноценные версии системы для работы с СУБД Oracle и MS SQL Server

## Отраслевые решения
Существуют специализированные отраслевые решения ERP-системы «Компас» для:
- банковской деятельности
- строительства
- НИИ и КБ
- машиностроения
- металлургии
- ювелирной промышленности
- легкой промышленности
- торговли
- рекламных агентств
- судоремонтных предприятий (включает специализированный модуль "Планирование судоремонта"